# Antico Regno ittita

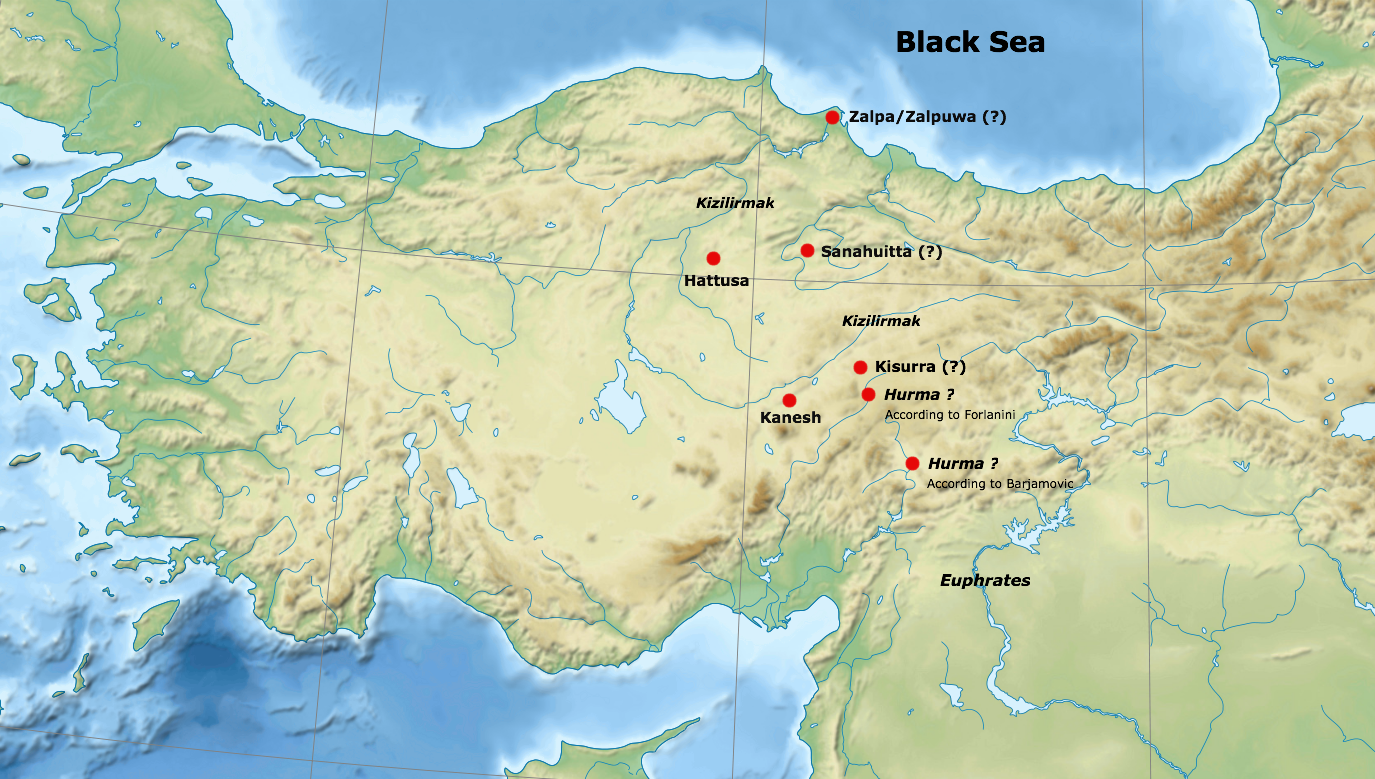
L'Antico Regno ittita

Il Vicino Oriente intorno al 1700 a.C.

L'Antico Regno ittita è la prima e più antica espressione di un regno ittita. In generale, la storia del regno ittita è divisa in due fasi, quella dell'Antico Regno (1650-1430 a.C.) e quella del Nuovo Regno, un periodo "imperiale", che va dal 1430 all'estinzione del regno ittita (1200 a.C. ca.). Si tratta di una periodizzazione moderna, dato che mancano nella storia ittita cesure tali da giustificare una divisione in periodi diversi (come accade, ad esempio, per la storia egizia e assira). Durante i 500 anni della storia ittita, questo popolo fu governato da re appartenenti tutti a un ristretto numero di famiglie imparentate tra loro.
Il sorgere del Regno ittita va messo in connessione con le imprese di Pithana e Anitta, due dinasti originari della città anatolica di Kushshara. Il primo re dell'Antico Regno ittita attestato con sicurezza è Hattushili I.

## L'Anatolia prima del Regno ittita
Il Bronzo medio inizia intorno al 2000 a.C. e appare come un periodo florido per l'Anatolia. Nella regione si sviluppò un'imponente rete commerciale assira, tesa ad accaparrarsi le riserve minerarie anatoliche. La rete aveva i propri estremi nella città assira di Assur e nelle pianure di Konya. I mercanti assiri costituirono tale rete in accordo con i signori anatolici, cui pagavano tasse e pedaggi, finendo per costituire delle colonie poste alla periferia di diversi centri. Queste colonie erano dette karu (al singolare, karum) e la più rilevante si trovava intorno alla città di Kanesh, da cui sono state tratte numerose tavolette che documentano i commerci.
Il commercio paleo-assiro in Anatolia fu prospero per circa un secolo. Nella seconda metà del XIX secolo a.C., l'Asia minore fu sconvolta da rivolgimenti politici e Kanesh (come anche il suo karum) finì distrutta in un incendio (tale evento traumatico segna la fine del livello II del karum di Kanesh: 1920-1850 ca.). Dopo uno iato di qualche decennio, seguì una ulteriore fase di commercio (che corrisponde al livello Ib del karum di Kanesh), contemporanea al "regno dell'Alta Mesopotamia" di Shamshi-Adad I (1813-1781 a.C.); anche questa seconda fase dovette concludersi ancora una volta nel fuoco, intorno al 1740 a.C., ai tempi del re babilonese Samsu-iluna (figlio e successore di Hammurabi). Seguì poi un'età oscura, che precedé il sorgere nell'Anatolia centrale dell'Antico Regno ittita.
La relazione tra l'Anatolia dei karu e il posteriore mondo ittita è assai forte. Un esempio è relativo alla produzione ceramica. Lo stile detto "ittita", quando fu per la prima volta rintracciato in Anatolia, si sviluppò nel periodo delle colonie assire. L'arte figurativa di questo periodo sarà il nucleo su cui si fonderà la successiva arte ittita.

### Pithana e Anitta
Il periodo del livello archeologico Ib di Kanesh deve essere stato politicamente molto turbolento. È in questa fase che una svolta si produsse in Anatolia. Protagonista di questa svolta fu Pithana, re di Kushshara. Una iscrizione attribuita al figlio Anitta e detta Proclama di Anitta, di cui si conservano frammenti derivanti da tre copie posteriori, recita così:
(Proclama di Anitta, 5-9; traduzione italiana di Giuseppe Del Monte)
Kanesh divenne dunque la capitale del regno di Pithana e poi della dinastia di Kushshara. Le campagne di Pithana furono proseguite dal figlio Anitta, a quanto pare con anche maggior successo. Quando si formò un'alleanza militare, capeggiata da Huzziya, re di Zalpa, e da Piyusti, re di Hattuš, tesa a contenerlo, Anitta fu in grado di sconfiggere il primo, conducendolo in ceppi a Kanesh, e di assediare Hattuš, prendendone gli abitanti per fame e poi distruggendola. Nel suo Proclama, Anitta dichiara:
(Proclama di Anitta, 47-51; traduzione italiana di Giuseppe Del Monte)
Le campagne militari di Pithana e Anitta rivoluzionarono il panorama politico in Anatolia. Il loro operato determinò l'unificazione di un'area assai significativa, dal Ponto a tutta la regione a sud dell'ansa dello Halys, fino a Purushanda. Kanesh può quindi essere considerata la prima capitale anatolica e Anitta rimase nella memoria storica degli Ittiti. Il regno dei dinasti di Kushshara ebbe comunque breve vita. Dopo appena una generazione dalle imprese di Anitta, le colonie assire erano ormai sparite e con esse la prosperità della regione.

## Hattushili I
Nei decenni successivi al regno di Anitta, con la sparizione dei karu assiri, sull'Anatolia piomba un silenzio documentale pressoché impenetrabile. Non è chiaro chi abbia posto fine alla Kanesh di Anitta (il livello Ib, come detto, è distrutto dalle fiamme), se i Kaška (che saranno poi uno dei più fieri oppositori degli Ittiti), per la prima volta attivi nella regione, o se gruppi hurriti.
Quando la luce delle fonti riappare in Anatolia siamo nel Tardo Bronzo, in un periodo in cui la parte centrale della penisola è già dominata dagli Ittiti. Il primo re ittita sicuramente attestato è Hattushili I (salito al trono intorno al 1650): è sotto di lui che le prime fonti ittite appaiono, ma ci è anche noto che la dinastia di cui faceva parte era sorta almeno due generazioni prima di lui, dato che lui stesso, nel cosiddetto Testamento di Hattushili, fa riferimento ad una rivolta a Sanahuitta (un centro probabilmente non lontano da Hattusha, a nord-est) contro il nonno: è la notizia più antica che abbiamo dell'antico regno ittita.

### Fonti su Hattushili I
La figura di Hattushili (Hattušili) è nota attraverso diversi documenti, tra cui tre sono particolarmente importanti: gli Annali di Hattushili, il Testamento di Hattushili e l'Editto di Telipinu.
Gli Annali di Hattushili (talvolta Autobiografia di Hattushili), scoperti nel 1957, sono un testo cuneiforme bilingue, in accadico e in ittita, giuntoci in una copia del XIII secolo a.C., quindi 400 anni circa dopo i fatti cui si riferisce; raccoglie le imprese militari del re per un periodo che appare di sei anni (dei circa 30 del suo regno). Questi sei anni sono in genere collocati dagli studiosi all'inizio del suo regno, ma è anche possibile che questi annali costituiscano una sorta di selezione delle gesta più significative del re e che riguardino tutti i 30 anni di regno di Hattushili. Nel complesso, Hattushili deve aver condotto numerose campagne militari, tanto in Anatolia quanto in Siria.
Il Testamento di Hattushili è una sorta di proclama lanciato dal re, ormai vecchio e ammalato, davanti a soldati e dignitari raccolti a Kushshara, in relazione alla successione; esso fornisce rilevanti informazioni sulla politica interna del regno ittita. Anche questo testo ci è giunto in copie tarde, tanto in ittita quanto in accadico. Non è chiaro in quale lingua il testo sia stato inizialmente redatto. In passato, si pensava che fosse stato redatto in accadico e poi tradotto in ittita, ma il testo presenta alcune caratteristiche dell'ittita dell'Antico Regno. Non si può nemmeno escludere che le due versioni siano state redatte al contempo.
L'Editto di Telipinu (1500 ca.) è un documento con cui il nuove re ittita Telipinu, un usurpatore, avrebbe cercato di stabilizzare il processo di successione al trono ittita.

### I predecessori di Hattushili

#### La dubbia identità di Labarna

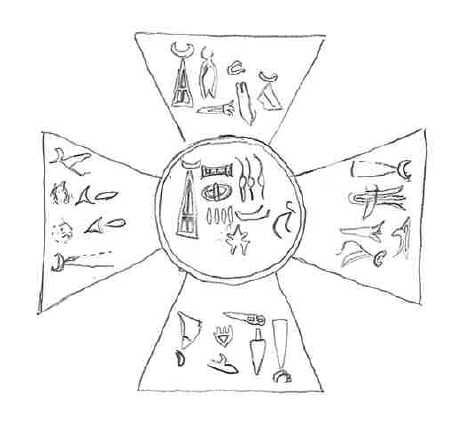
Il sigillo cruciforme di Hattusha (Dincol, Hawkins, Wilhelm 1993)

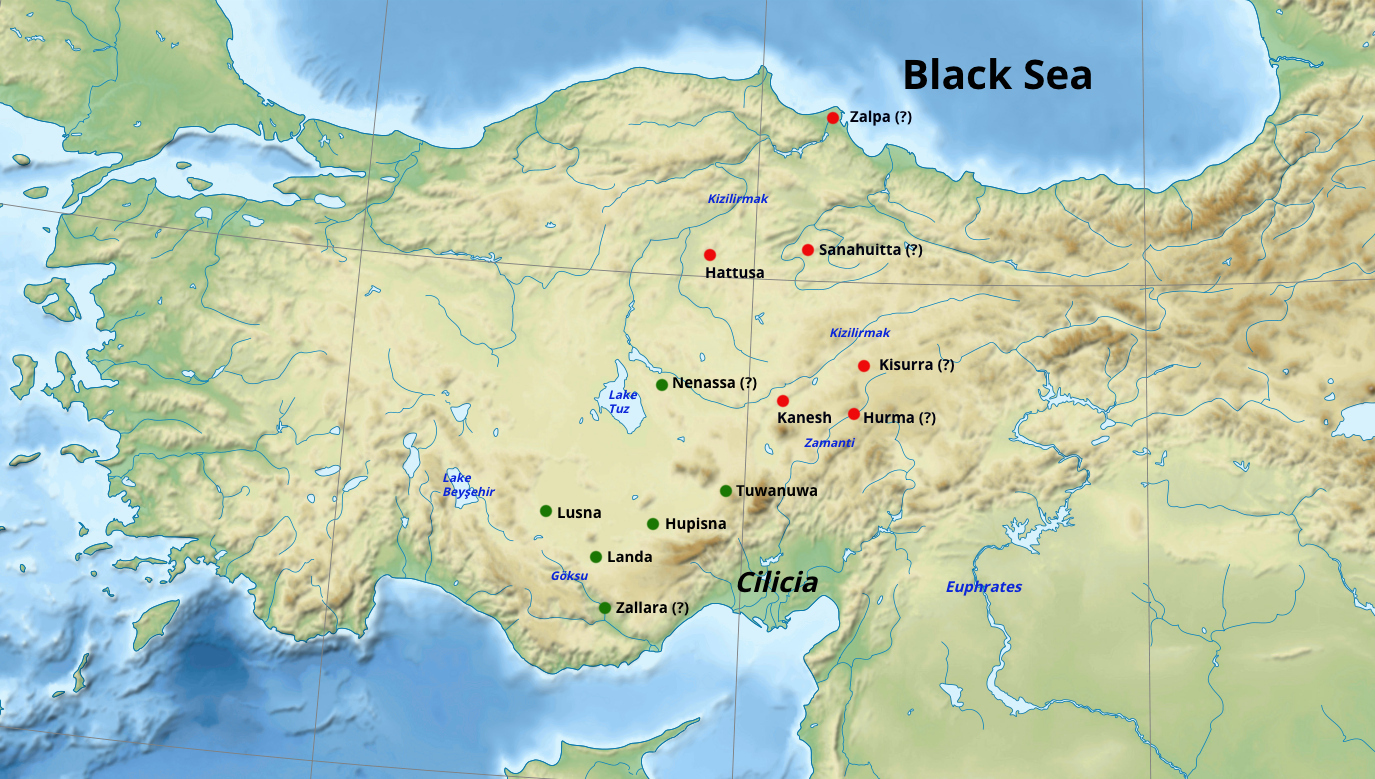
Le presunte conquiste di Labarna I (prima metà del XVII secolo a.C.)

Si è cercato di colmare le lacune relative al periodo tra i karu e Hattushili ricorrendo a delle liste di offerte ai re deificati dopo la morte. In una di queste liste è menzionato un Labarna, forse da identificare con il Labarna menzionato decenni dopo dall'Editto di Telipinu. Nel suo editto, Telipinu colloca Labarna come predecessore di Hattushili I.
L'esistenza storica di questo Labarna I (databile al periodo 1680-1650 ca.) è stata a lungo messa in dubbio: non esistono testi del periodo del suo regno e l'unica fonte che descrive in dettaglio le sue gesta attribuisce a Hattushili imprese talmente simili da far pensare ad una semplice reduplicazione. Ad aggiungere confusione alla confusione, Hattushili stesso assunse il nome "Labarna" come nome regale.
Bryce ritiene inconcepibile che possa essere attribuito a Telipinu un tale errore storico, in quanto il re ittita usurpatore doveva essere perfettamente al corrente della tradizione di assumere il nome labarna come titolo regale e doveva anche sapere che Hattushili non era il primo re della dinastia. Liverani, invece, rigetta del tutto la storicità di Labarna: lo studioso italiano sostiene che i due titoli portati dalla coppia regale ittita (labarna e tawananna) sarebbero stati trasformati in una coppia regale originaria. Scrive Liverani: "inconsistente storicamente, puro frutto di fantasia, è la duplicazione che Telipinu fa del regno di Khattushili in un precedente e archetipico regno di Labarna – che non è mai esistito come personaggio singolo ma è la personalizzazione dell'idea ittita di regalità". Va a questo proposito notato che nel Testamento di Hattushili il termine tabarna/labarna non appare mai accompagnato da un determinativo, come accade invece per tutti gli altri nomi di persona nel resto del testo.
La storicità di Labarna parrebbe provata dal ritrovamento, nel 1986, di un sigillo cruciforme sul sito di Boğazköy (presso cui si trovano i resti dell'antica capitale ittita, Hattusha). Il sigillo attesta la sequenza Labarna (1680-1650 a.C. ca.), Hattushili, Murshili e indica come coppie regali Labarna/Tawananna e, a seguire, Hattushili/Kadduši.
Nel periodo imperiale (Nuovo Regno, XIV secolo), il significato di Labarna e Tawananna come titoli che indicavano la coppia regale è abbastanza certo. La tawananna, anzi, manteneva il proprio status regale anche dopo la morte del marito. Sempre dal Nuovo Regno, però, giunge documentazione che prova che il titolo di tawananna non era prerogativa della moglie del re (è il caso di Ašmunikal, sorella di Arnuwanda). In ogni caso, lo status della tawananna nell'Antico Regno è scarsamente documentato e oscuro.

#### La rivolta di Sanahuitta
Nel Testamento di Hattushili, il re ittita ricorda una ribellione contro il nonno. Il testo dice:
(Testamento di Hattushili, 20, III; traduzione italiana di Giuseppe Del Monte)
Il testo è conciso, oscuro, e pone molti interrogativi agli studiosi. La Šanaḫuitta menzionata va forse individuata con la Sinahuttum dei testi paleo-assiri del periodo dei karu. Quanto a questo "nonno", il testo non offre il nome. Bryce ipotizza che si tratti di Labarna I, il fondatore (mitico?) della dinastia ittita.
Quanto al ruolo del Labarna menzionato, il passaggio, traslitterato dall'ittita, recita: ḫuḫḫašmiš [laba]rnan DUMU-šan URUŠanaḫuitti iškunaḫḫiš. In genere, questo passo è interpretato seguendo Sommer e Falkenstein: "Mein Grossvater hatte seinen Sohn [Laba]rna in Sanahuitta als Thronfolger verkindet" ('Mio nonno ha proclamato suo figlio Labarna (erede al trono) a Sanahuitta'). La maggiore difficoltà è legata alla parola iškunaḫḫiš, un hapax legomenon, per cui ricorrono svariate interpretazioni.
Ad esempio, Bryce riporta la traduzione "My grandfather [...] appointed(??) his son Labarna in (the city of) Sanahuitta" ('Mio nonno [...] nominò(??) suo figlio Labarna a Šanaḫuitta') e intende che Labarna era stato inviato dal padre a Sanahuitta nella veste di governatore; per qualche ragione questa nomina non era stata gradita dai locali, che avevano sostituito Labarna con Papaḫdilmaḫ, forse un principe. Sia Bryce sia Beal offrono anche altre interpretazioni: "My grandfather [...] recognized(?) his son T/Labarna as heir in Šanaḫuitta" ('Mio nonno designò suo figlio Tabarna/Labarna come erede a Šanaḫuitta') o, ancora, "My grandfather [...] adopted(?) T/Labarna (as) his son in Šanaḫuitta" ('Mio nonno adottò Tabarna/Labarna a Šanaḫuitta'). Quale che fosse il volere del re di Kushshara, i membri della famiglia reale gli disubbidirono e Papaḫdilmaḫ fu messo al trono.
Bryce opina che Labarna potesse essere il genero dell'anonimo nonno nel testo, il quale avrebbe scontentato i propri figli adottando il genero Labarna. Dato che, nei suoi Annali, Hattushili dichiara di essere ŠA fTawananna DUMU ŠEŠŠU ('figlio del fratello di Tawananna'), ne risulterebbe la seguente discendenza: l'anonimo nonno del testo aveva un figlio (il padre di Hattushili) e una figlia, Tawananna; quest'ultima aveva sposato Labarna, poi adottato dal re.
Nel Testamento, Hattushili non indica il nome del padre e lo menziona a stento, quasi solo per evidenziare il rapporto di parentela con Tawananna; ciò, molto probabilmente, perché il padre non era re e, forse, perché era uno dei figli del re caduti in disgrazia. È anzi possibile ipotizzare che Tawananna fosse ancora viva e in possesso del proprio titolo nei primi anni di regno di Hattushili.
Può essere stato dopo il colpo di stato a Šanaḫuitta che la città di Hattusha fu rifondata, perché ospitasse il regno legittimo del predecessore di Hattushili (Labarna). Il racconto degli Annali di Hattushili appare coerente con il proposito di una punizione ai danni della città ribelle, che fu oggetto della prima campagna militare di Hattushili, una volta che questi salì al trono ittita.
Da più parti, è stata sostenuta l'idea che i problemi di successione alla corte ittita prima dell'Editto di Telipinu fossero connessi ad uno scontro tra una tradizione matrilineare, da mettere in connessione con il retaggio pre-indoeuropeo, e una tradizione patrilineare, caratteristica dei coloni indoeuropei. Va però detto che questa ipotesi non ha solido fondamento: l'unico caso noto in cui sia stata seguita la linea femminile nella storia ittita fu quando Hattushili designò il nipote (cioè il figlio di sua sorella), ma fece ciò solo quando i suoi stessi figli (maschi) erano stati esclusi perché ribelli. è poi assai difficile evincere dalla storia ittita fino a Telipinu quali fossero i principi di successione legittima, perché a partire da Murshili I (l'erede di Hattushili) fino a Telipinu quasi tutte le successioni sono state violente.

### Hattushili sale al trono: da Kuššara a Ḫattuša

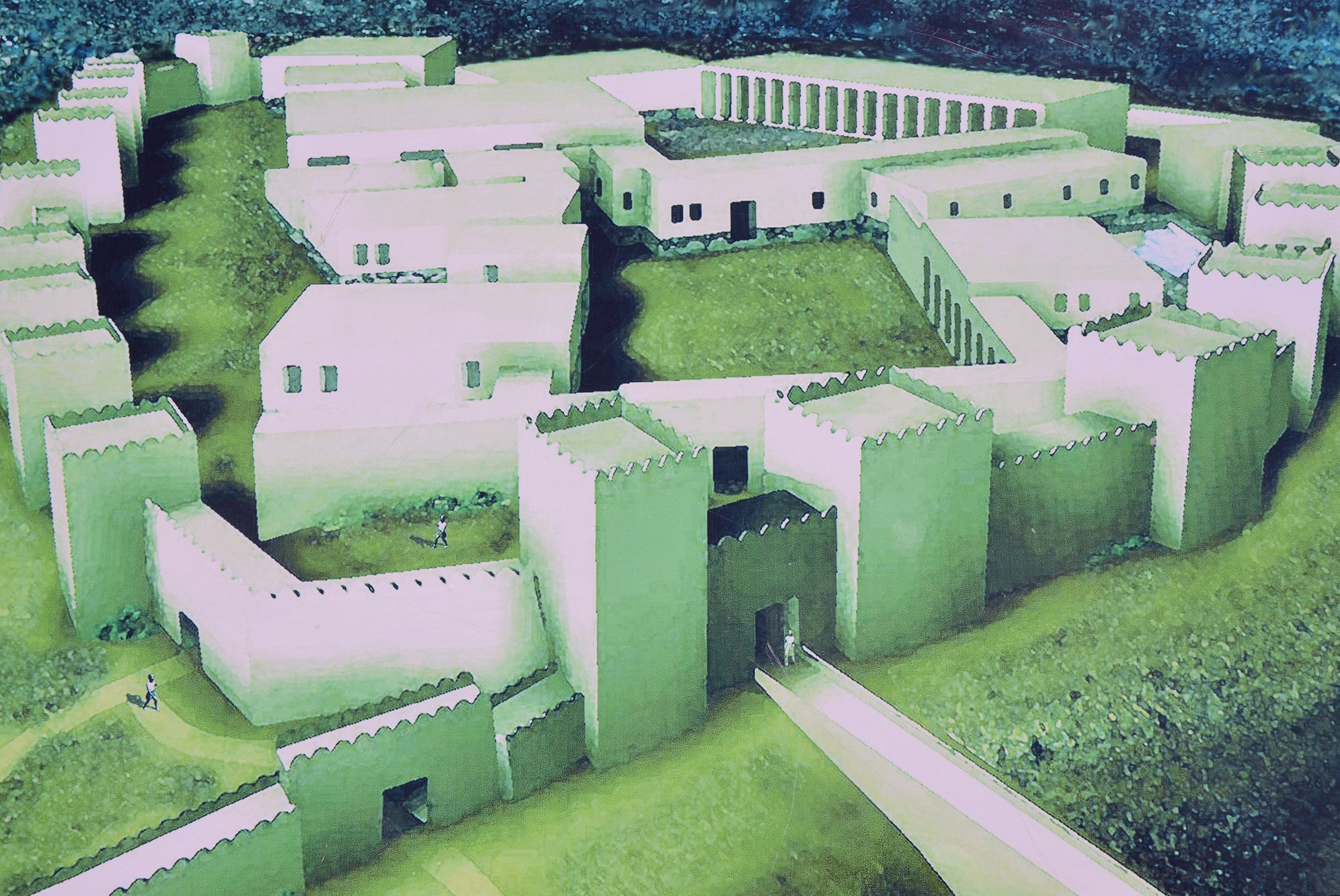
Ricostruzione ipotetica del polo palatino di Ḫattuša

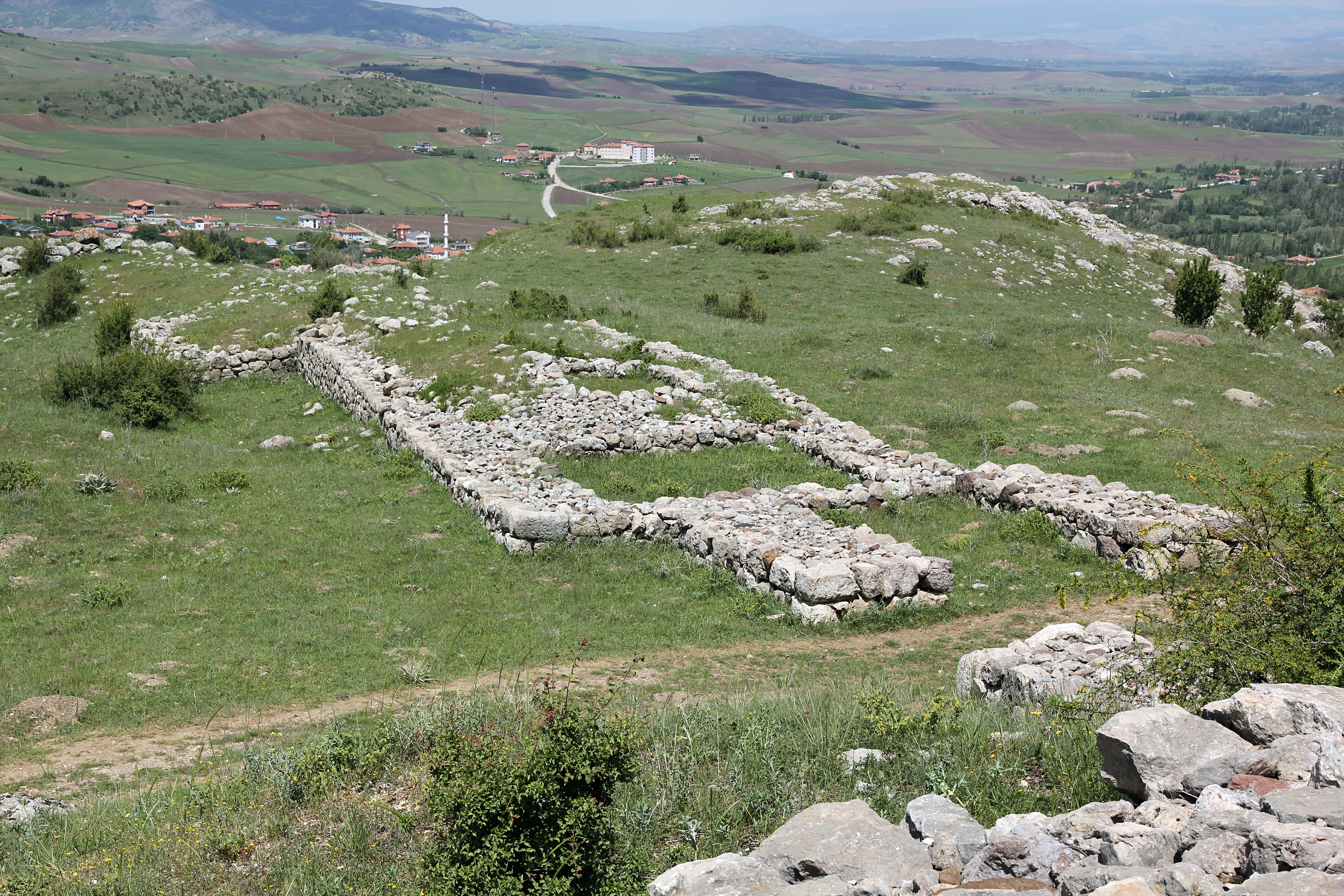
Büyükkale

Nei suoi Annali, Hattushili si definisce "Tabarna Hattusili, Gran Re, re del paese di Hattusa, uomo di Kusara, ha regnato sul paese di Hattusa, il figlio del fratello di Tawananna" Secondo Bryce, il riferimento a Kushshara rinvia al fatto che il regno ereditato da Hattushili, decurtato di una porzione settentrionale dalla rivolta di Šanaḫuitta, era centrato sull'antico centro di Pithana e Anitta. Prima di misurarsi con i ribelli di Šanaḫuitta, Hattushili, con ogni probabilità, trasferì la capitale a Ḫattuša. Forse lo stesso nome Ḫattušili ('uomo di Ḫattuša') fu da lui adottato in rapporto a questa scelta. La scelta del sito di Ḫattuša sfidava la maledizione di Anitta; alcuni studiosi hanno ritenuto che questo fatto corrobori l'idea che Ḫattušili non appartenesse alla dinastia di Pithana e Anitta.
Il sito di Ḫattuša offriva un grande vantaggio: la rocca che ospitava la cittadella (Büyükkale) rappresentava una formidabile difesa naturale e risultava inespugnabile da nord. La città, inoltre, era dotata di sette fonti, che la rifornivano di acqua tutto l'anno. Da un punto di vista strategico, però, Ḫattuša non era prossima, come Kushshara, agli Stati meridionali soggetti agli Ittiti e alla Siria. Al contrario, si trovava piuttosto esposta alle scorrerie dei Kashka e di altre popolazioni montanare del nord.

### Campagne militari di Hattushili
Le prime campagne di Hattushili furono condotte contro Sahuitta (da intendere forse come Sanahuitta) e Zalpa. Lo scontro con Sanahuitta non dev'essere stato decisivo: dal testo degli Annali pare di capire che Hattushili riuscì sì a razziare la campagna, ma non a conquistare la città. Il re ittita riesce invece a conquistare e forse a distruggere Zalpa, anche se non dev'essersi trattato di una sconfitta decisiva, perché il centro figurerà poi come uno dei maggiori avversari del regno ittita.
Le affermazioni contro Sanahuitta e Zalpa sembrano offrire a Hattushili una solidità al centro della penisola anatolica sufficiente per imbarcarsi in imprese al di fuori di essa. Una seconda campagna fu dunque condotta in Siria, in un'area controllata da due secoli da Yamkhad attraverso una rete di Stati vassalli e alleati. Dagli archivi di Alalakh conosciamo i nomi di alcune di queste realtà: la stessa Alalakh, Carchemish, Warsuwa (in accadico, Urshu), Hassu (Hashum), Ugarit, Emar, Ebla, Tunip.
Hattushili attaccò innanzitutto una Alhalha (da identificare certamente con Alalakh, con il suo livello VII, risalente al 1650-1630 ca., distrutto appunto dal re ittita). Ai tempi della sua fine, sul trono di Alalakh stava Ammitaqum, vassallo di Yarim-Lim III di Yamkhad. L'antico regno siriano però non intervenne in difesa del proprio vassallo. Si ipotizza che Ammitaqum stesse approfittando di un periodo di fragilità di Yamkhad per affermare la propria indipendenza; forse anche per questa ragione Hattushili decise di attaccare Alalakh. Dopo questa vittoria, Hattushili fece marcia indietro verso l'Anatolia, in direzione nord-est.
Sulla via del ritorno, successivi obbiettivi furono Urshu, Igakalis (Ikakali), Tashiniya. È molto probabile che intenzione di Hattushili nell'attaccare questi Stati siriani fosse tastare il terreno con l'idea di una successiva campagna contro Yamkhad. Sulla conquista di Urshu (che hai tempi sarà stata molto probabilmente una città-stato vassalla del Regno di Khurri) c'è un testo tardo (Assedio di Urshu), pervenutoci in babilonese, anche se non è certo che gli eventi che vi si raccontano siano quelli di questa campagna o di una successiva. L'assedio, che sarebbe durato, secondo il testo, sei mesi, sarebbe stato caratterizzato dall'incompetenza dei generali e dall'assennatezza del re.
Fu poi il turno dell'Arzawa (Anatolia sud-occidentale). In questo stesso periodo, il regno ittita subì un duro contraccolpo, con un'invasione hurrita da Hanigalbat (forse provocata dall'assedio di Urshu?). Da tempo gli Hurriti si erano installati in Siria, in particolare a Hashum e a Urshu, e la seconda campagna di Hattushili era stata in parte concepita per contenerli. Stando agli Annali di Hattushili, la rappresaglia hurrita fu assai pesante, al punto che il re ittita finì per controllare solo il territorio della capitale Hattusha. Gli Hurriti si ritirarono ben presto dalla loro spedizione, che comunque fece sollevare contro il potere centrale i territori conquistati nel tempo da Labarna I e da Hattushili. Il re ittita riprese rapidamente il controllo dell'area intorno al fiume Halys, per poi volgere la propria attenzione verso i territori meridionali. Il re, sempre stando ai suoi Annali, si diresse prima verso Nenassa (Nenasa), città la cui prima menzione è nei testi dell'epoca dei karum. Gli abitanti di Nenassa decisero di aprire le porte della città e di arrendersi senza fare resistenza. Ulma invece decise di resistere e il suo esercito fu sconfitto due volte dagli Ittiti. La città fu rasa al suolo, con l'intento di mandare un preciso messaggio alle altre città ribelli. Anche Šallahšuwa (anch'essa conosciuta dai testi dei mercanti paleo-assiri e sita su un'importante rotta tra Anatolia e Siria) decise di resistere e fu rasa al suolo.
L'anno successivo, Hattushili volse le armi contro Sanahuitta, tre anni dopo la prima campagna. L'assedio durò sei mesi, ma alla fine la città fu conquistata e il regime ribelle abbattuto. Hattushili ricorderà con soddisfazione questo evento nel proprio Testamento. La vittoria su Sanahuitta fece vacillare la resistenza di altre città anatoliche ribelli: gli Annali raccontano che la città di Parmanna (Parmana) aprì le porte al re ittita, mentre Alḫa (Alaḫḫa nella versione accadica, città citata solo negli Annali e non localizzabile) provò a resistere e fu distrutta. Hattushili poté dunque riprendere il controllo dell'intero Paese di Hatti, tanto da concepire una seconda campagna siriana.
Gli Annali del re proseguono il racconto con una seconda campagna in Siria. Le indicazioni date dal testo sono sfuggenti: si parla di alcune località conquistate, ma non è chiara la loro collocazione. Si parla di un fiume Puruna (in accadico, Puran) che ha fatto molto discutere gli studiosi (chi ha proposto l'Eufrate, chi l'Oronte, chi l'Afrin, chi il Piramo). Si riesce comunque a ricavare che il re ittita attraversò il Tauro, si diresse a est, verso l'Eufrate, e distrusse la città di Zaruna. Fu a quel punto affrontato da un'armata di Hassuwa (città che si trovava certamente a sud del Tauro e nei pressi dell'Eufrate), supportata da soldati di Yamkhad (nel testo Halpa, cioè Aleppo). Questi nemici furono sconfitti nei pressi del Monte Atalur (Adalur), poi Hassuwa e Zippasna distrutte. La città di Hahha, che aveva cercato di aiutare Zippasna, viene anch'essa attaccata e razziata. I re di Hassuwa e di Hahha vennero spediti a Hattusha attaccati al carro che portava alla capitale ittita il bottino (che includeva le statue degli dèi locali, deportati).
In questa seconda campagna siriana avvenne un fatto notevole, soprattutto dal punto di vista della propaganda. Il re ittita aveva attraversato l'Eufrate (Mala nel testo; Purattu in accadico). Così dice il testo degli Annali:
(Annali di Ḫattušili I, III 29-42; traduzione italiana di Giuseppe Del Monte)
Ci si può a questo punto chiedere quali fossero gli obbiettivi di queste campagne militari. Motivo costante di queste campagne era la ritirata dopo l'attacco e la distruzione. Limiti demografici e organizzativi impedivano al regno ittita di ambire ad un controllo stabile delle terre siriane. Secondo Bryce, il motivo fondamentale che spinse Hattushili ad avventurarsi in terre straniere, nonostante gli evidenti pericoli per il cuore del suo regno, aggravati dalla lontananza del re dalla capitale, fu il controllo delle vie commerciali tra l'Anatolia e la Siria e la Siria era la porta per la Mesopotamia e l'Egitto. Alalakh, ad esempio, era sulla via verso l'Eufrate; Urshu, invece, era sulla via dell'Assiria. Queste rotte commerciali continuavano ad avere l'importanza che già avevano all'epoca dei karu paleo-assiri; come a quei tempi, arguisce Bryce, la merce più ambita era lo stagno, uno degli elementi necessari alla produzione del bronzo e degli armamenti bronzei di un regno ormai poderoso.